# Empis picena
Empis picena är en tvåvingeart som beskrevs av Mario Bezzi 1899. Empis picena ingår i släktet Empis och familjen dansflugor. Inga underarter finns listade i Catalogue of Life.